# Ettore Perosio

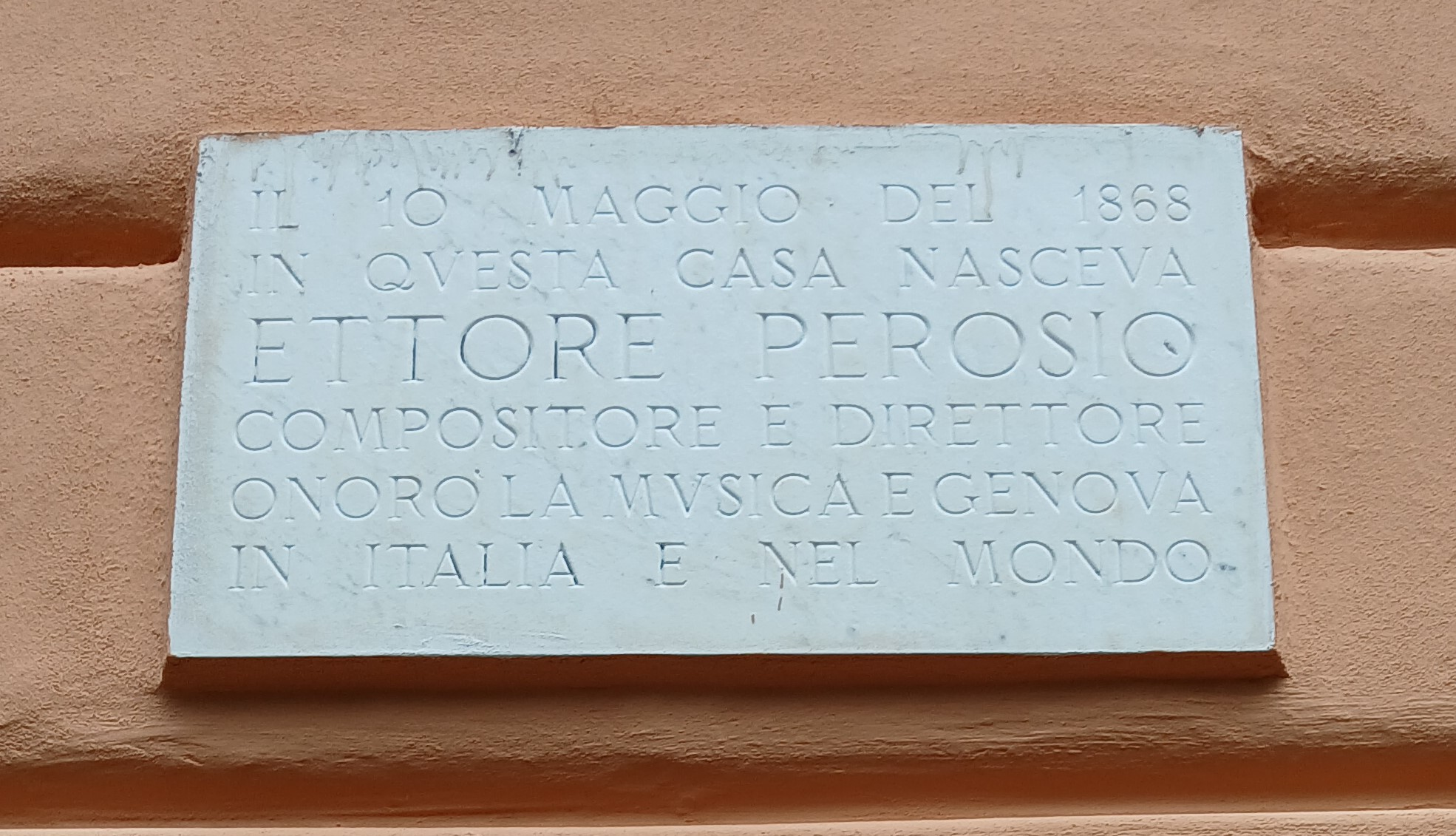
Lapide commemorativa

Ettore Perosio (Genova, 10 maggio 1868 – Genova, 14 febbraio 1919) è stato un pianista e direttore d'orchestra italiano.

## Biografia
Suo padre, Giuseppe Perosio, fu amico di Giuseppe Verdi. In gioventù, Ettore Perosio studiò all'istituto Paganini di Genova prima di iniziare una carriera che lo portò in varie città italiane, e poi in Spagna, Portogallo e USA. Lavorò anche a Buenos Aires e a Montevideo con la soprano Eugenia Burzio.
Oltre alle opere, Perosio scrisse anche musica da camera, canzoni e musica sacra. Produsse inoltre Apoteosi di Colombo, rappresentata al Teatro Carlo Felice, per l'inaugurazione dell'esposizione italo-americana del 1892.

## Opere
- Adriana Lecouvreur[3], rappresentata il 13 gennaio 1889 al Teatro Paganini
- Per l'amore, rappresentata il 27 maggio 1893 al Teatro Politeama di Genova
- Furio
- Al re
- Morosina

Le ultime tre opere non sono mai state rappresentate.

## Vita privata
Ettore Perosio sposò la soprano Giuseppina Falconis della Perla nel 1900. Una lapide lo ricorda presso la sua casa natale.